# Rue Pierre Géruzet

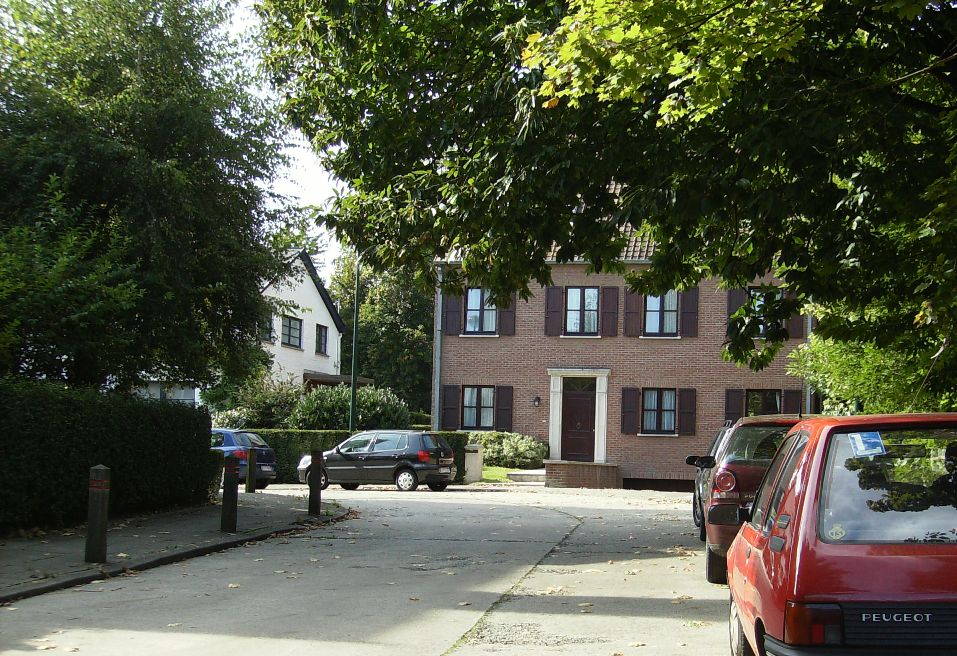
La rue Géruzet vue de la rue Lessire

La rue Pierre Géruzet est une rue bruxelloise de la commune d'Auderghem qui prolonge la rue Paul-Émile Lessire jusqu'à l'avenue Jean Van Horenbeeck.
Sa longueur est d'environ 220 mètres.

## Historique
La rue a été tracée au moment de lotir la propriété de M. Funck, fondateur à Bruxelles d'une école du même nom. Elle aboutit sur avenue Jean Van Horenbeeck en face de la maison de style Art Déco de l'architecte Lacoste.
Le 7 décembre 1962, le conseil décida de nommer la nouvelle rue d'après une victime civile de la Seconde Guerre mondiale.
- Premier permis de bâtir délivré le 21 octobre 1964 pour le n° 1.